# Palau Labia
El Palau Labia és un palau barroc situat al sestiere Cannaregio, a Venècia, Itàlia. Construït entre els segles xvii i xviii, és un dels últims grans palazzi de Venècia. Poc conegut fora d'Itàlia, és famós pel seu notable saló de ball decorat al fresc, pintat entre 1746 i 1747 per Giovanni Battista Tiepolo, amb treballs decoratius en trompe l'oeil de Gerolamo Mengozzi-Colonna. En aquest saló de ball, Tiepolo hi va pintar una de les seves obres més destacades, el cicle de frescos dedicat a la Històries de Marc Antoni i Cleòpatra, per encàrrec dels germans Angelo Maria i Paolo Antonio Labia.
Els Labia, originaris de Catalunya, van ser inscrits en el patriciat venecià el 1646, després que haguessin contribuït amb una gran suma de diners en la Guerra de Candia. Posseïen, de fet, una enorme riquesa que gastaven en luxes, festes i en aquest palau, iniciat poc després d'aquella data.
El palau va ser dissenyat per l'arquitecte Andrea Cominelli (per Alessandro Tremignon d'acord amb altres autors). Al costat de l'església de San Geremia, l'edifici està situat prop de la confluència del Canal de Cannaregio amb el Gran Canal, als quals donen les dues façanes més antigues; la façana principal se situa al Canal de Cannaregio, una de secundària dona al Gran Canal; la tercera, probablement dissenyada per Giorgio Massari, està orientada al Campo San Geremia.
En una ciutat sovint comparada a un escenari cinematogràfic, aquest palau és poc comú pel fet que no hi ha només una façana formal al llarg del Gran Canal, sinó també una façana visible i formal al darrere, i una altra de decorada lateral al llarg del Canal Cannaregio. A Venècia, tal disseny hi és molt rar.

## Història

### La família Labia

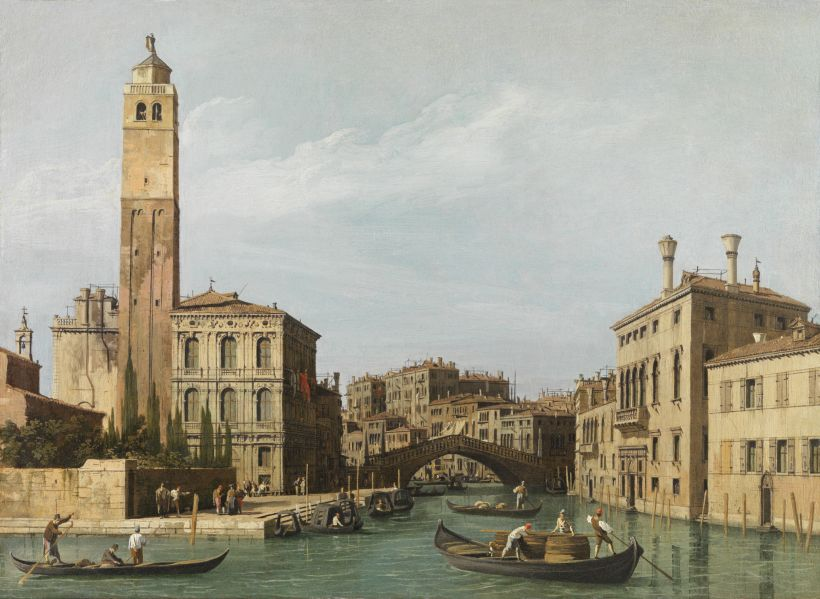
El Palazzo Labia en una tela de Canaletto.

La família Labia, que va encomanar el palau, era originària de Girona i va comprar la seva entrada a la noblesa el 1646 sent, per tant, considerada arribista per la vella aristocràcia veneciana. Les guerres amb els otomans havien buidat els cofres de la República de Venècia, la qual va vendre, llavors, inscripcions per a la noblesa, que permetien obtenir influència política. Es diu que els Labia van compensar la seva falta d'ancestralitat amb una gran exhibició de riquesa. Actualment, el Palazzo Labia és l'únic exemple restant d'aquesta ostentació.
És als membres de la família Labia de mitjan segle xviii que el palau deu avui la seva notorietat; llavors era habitat per dos germans amb les seves esposes, fills i mare. Els germans Angelo Maria Labia i Paolo Antonio Labia van contractar Tiepolo, en l'auge del seu poder, per a decorar el saló de ball. Contractar Tiepolo sembla haver estat la cosa més notable que els germans mai van realitzar. Angelo Maria es va fer abat, merament amb la fi d'escapar a les obligacions polítiques d'un aristòcrata de la República. Curiosament, la seva ocupació sagrada no va evitar que es casés. La seva esposa, no obstant això, era una plebea, cosa que indica un estatut gairebé morganàtic de les noces. El principal interès d'Angelo era construir un teatre de titelles, el qual amagava veritables cantants darrere dels seus escenaris. Els titelles representaven freqüentment peces satíriques escrites pel mateix Angelo. En una fase posterior de la seva vida va fallar en la capacitat de fer-se estimar per la societat veneciana en esdevenir un informador de la temuda Inquisició. El seu germà més jove, Paolo, es va casar convencionalment en la vella aristocràcia veneciana, una classe preparada per a acceptar els diners i l'hospitalitat dels Labia, si no la igualtat. Paolo tampoc mai no va assumir qualssevol deures públics. Sembla haver estat la seva mare, Maria Labia, la força motriu intel·lectual de la família; d'una gran bellesa en la seva joventut va ser pintada per Rosalba Carriera. El viatger i comentador social francès Charles de Brosses va registrar que en una edat avançada ella tenia una intel·ligència viva, una naturalesa elegant i posseïa la més refinada col·lecció de joies d'Europa. Aquesta col·lecció també va ser retratada en alguns dels treballs de Tiepolo en el palau.

### Seglexix
La fortuna, el poder i la vida mundana dels Labia declinaren amb la caiguda de la República Sereníssima ocorreguda el 1797. Això va coincidir amb el període en què l'obra de Tiepolo era impopular i poc apreciada.
Durant el segle xix, el palau va entrar en decadència; havia estat venut a un príncep de la família Lobkowicz; aquest el va cedir a la Fundació israelita Königsberg, que el va subdividir en diversos apartaments per a arrendar. S'hi van instal·lar una fàbrica de teixits, una serradora, i diverses famílies, que fins i tot estenien la bugada al saló de ball.

### Seglexx

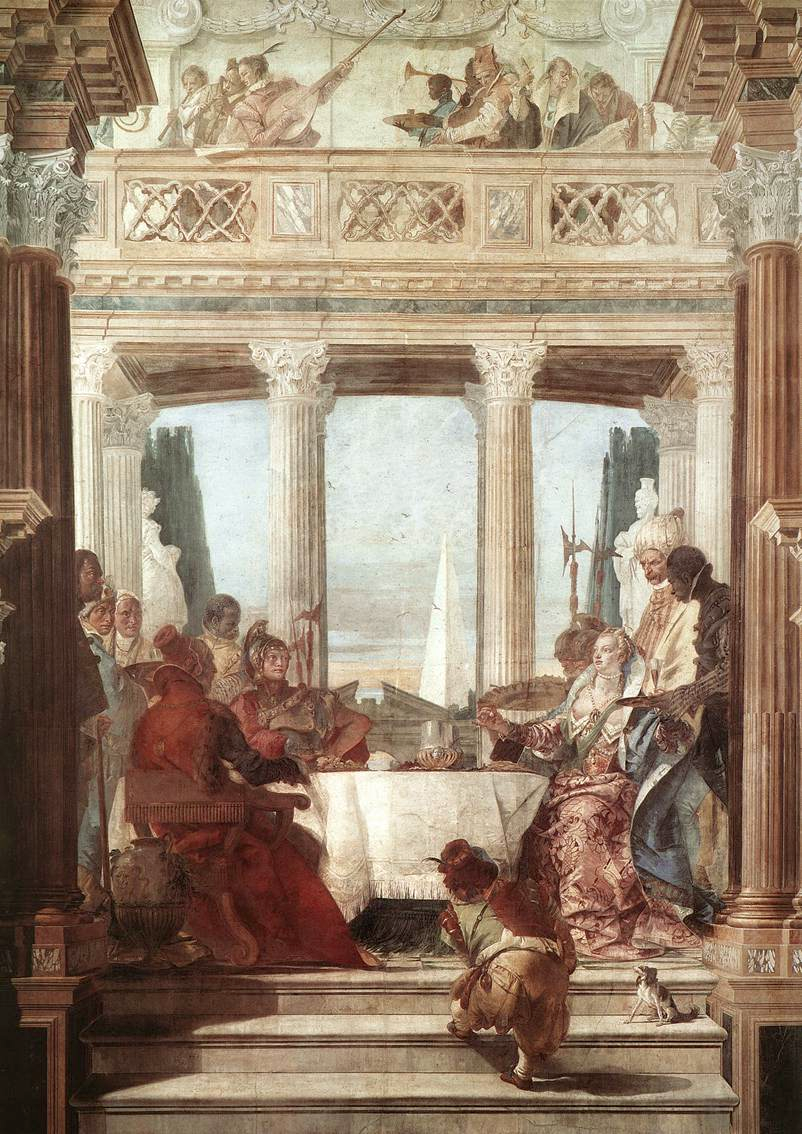
El Banquet de Cleòpatra, per Tiepolo.

En 1945, un vaixell de municions va explotar prop del palau, va afectar-ne els fonaments, i va fer que fragments dels frescos del saló de ball caiguessin al sòl.
El 1948, el palau va passar a tenir un nou propietari, Carlos de Beistegui (Charlie de Beistegui), un francès hereu d'una fortuna francomexicana, el qual va començar-ne una intensa restauració. Beistegui era un natural i hàbil decorador d'interiors i, per a l'abandonat palau, va comprar equipaments dels veïns menys afortunats, incloent frescos de Rafael, Annibale Carracci i Guido Reni. Aquestes obres d'art, conjuntades amb tapisseries i antiguitats recentment adquirides, van retornar al palau la seva antiga esplendor. Carlos era un col·leccionista tan àvid que el seu gust va ser conegut com a le goût Beistegui ('l'estil Beistegui').
El dia 3 de setembre de 1951, Carlos de Beistegui va organitzar un ball de màscares, Le Bal oriental, al Palazzo Labia. Va ser un dels majors i més luxosos esdeveniments socials del segle xx: tota l'alta societat internacional es va trobar en el saló de ball portant vestits setcentistes. Això va llançar la carrera del, llavors, jove dissenyador de moda venecià Pierre Cardin, que va dissenyar prop de 30 dels vestits usats per membres de la «dolce vita» participants. Christian Dior i Salvador Dalí van dissenyar, cadascun d'ells, la disfressa de l'altre. En aquesta ocasió, Cecil Beaton va realitzar un memorable reportatge fotogràfic: les fotografies del ball presenten una societat gairebé surrealista, reminiscent de la vida veneciana immediatament abans de la caiguda de la república a la fi del segle xviii. La festa seria un dels últims esdeveniments veritablement espectaculars en el famós saló de ball.
Carlos va patir una sèrie de vessaments cerebrals en la dècada de 1960, i es va retirar al seu castell de Montfort l'Amaury. El 1964, va vendre el Palazzo Labia en subhasta a la RAI, la televisió estatal italiana, que el va fer servir com la seva seu regional, havent efectuat, per la seva banda, curoses restauracions tant a l'edifici com a les obres d'art. Carlos va morir el 1970 sense deixar testament. La seva fortuna, que incloïa molts dels antics continguts del Palazzo Labia i la seva casa francesa, el Château de Groussay, un palau moblat de forma similar, va passar per al seu germà, que va donar Groussay al seu fill Jean (Johnny) de Beistegui. Quan els elements de Groussay i de l'antic Palazzo Labia van ser subhastats per la Sotheby's, el 1999, va provar ser la major i més cara subhasta de França.
Ocasionalment, el saló de ball és usat per a conferències i cimeres internacionals d'elevat estatut; aquest saló i algunes de les sales estan obertes a la visita pública amb cita prèvia.
Amb vista al seu trasllat cap a Marghera, la RAI va llançar un procés de venda l'abril de 2008, vinculada a un ús no hoteler sinó expositiu o cultural (requisit establert pel Municipi de Venècia).

## Arquitectura

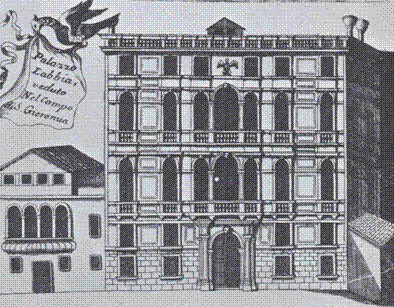
Façana del Palazzo Labia, per Alessandro Tremignon, que dona al Campo San Geremia, tal com es trobava en el, més tard seria ampliada.

Encara que el palau hagi estat començat a la fi del segle xvii, pot ser considerat un producte del segle xviii. Arquitectes com Baldassarre Longhena dominaven l'arquitectura palauenca de la ciutat en un estil exemplificat per dramàtiques façanes, riques en motllures amb columnes destacades —un estil poc alterat des del final del Renaixement.
Dos arquitectes poc coneguts, Alessandro Tremignon i Andrea Cominelli, van ser contractats per a dissenyar el Palazzo Labia. La selecció de dos arquitectes relativament desconeguts és estranya, considerant el desig de la família Labia de causar impressió en la societat veneciana. No obstant això, la localització del lloc compensava àmpliament qualsevol risc en la selecció d'arquitectes desconeguts. El lloc escollit per al palau va ser la cruïlla del Canal Cannaregio amb el Gran Canal, al costat de la parròquia de San Geremia. De fet, l'església de San Geremia està enganxada al palau, i el campanar de l'església sembla incorporat al propi palau. El Canal Cannaregio és un dels més importants afluents del Gran Canal.
Encara que, com molts dels altres grans palaus de Venècia, el Palazzo Labia sigui de dibuix rectangular construït al voltant d'un pati interior rectangular, els dos arquitectes Tremignon i Cominelli van trencar les tradicions arquitectòniques d'arquitectes com Longhena, dissenyant les façanes del Palazzo Labia per a ser més simples i menys desordenades que les dels palaus clàssics venecians anteriors, encara que mantenint una riquesa barroca aconseguida a través de l'efecte de llum i ombra. La segona ruptura amb la tradició arquitectònica veneciana és el fet que el palau tingui tres façanes, sent pràctica comuna a Venècia que només la façana que dona a l'aigua tingui una riquesa de detall, mentre les laterals i posterior eren, freqüentment, un seguit d'estils barrejats i finestres asimètriques. La localització del nou palau, a la confluència de dos canals i sent, també, limitat pel Campo San Geremia, proveïa l'oportunitat per a l'existència de tres façanes, reprenent models de Longhena. Per tant, aquesta atenció al detall en les parts menys òbvies de l'exterior del palau, lluny de la seva façana principal en el front d'aigua, permetia evidenciar més la vasta fortuna dels Labia.

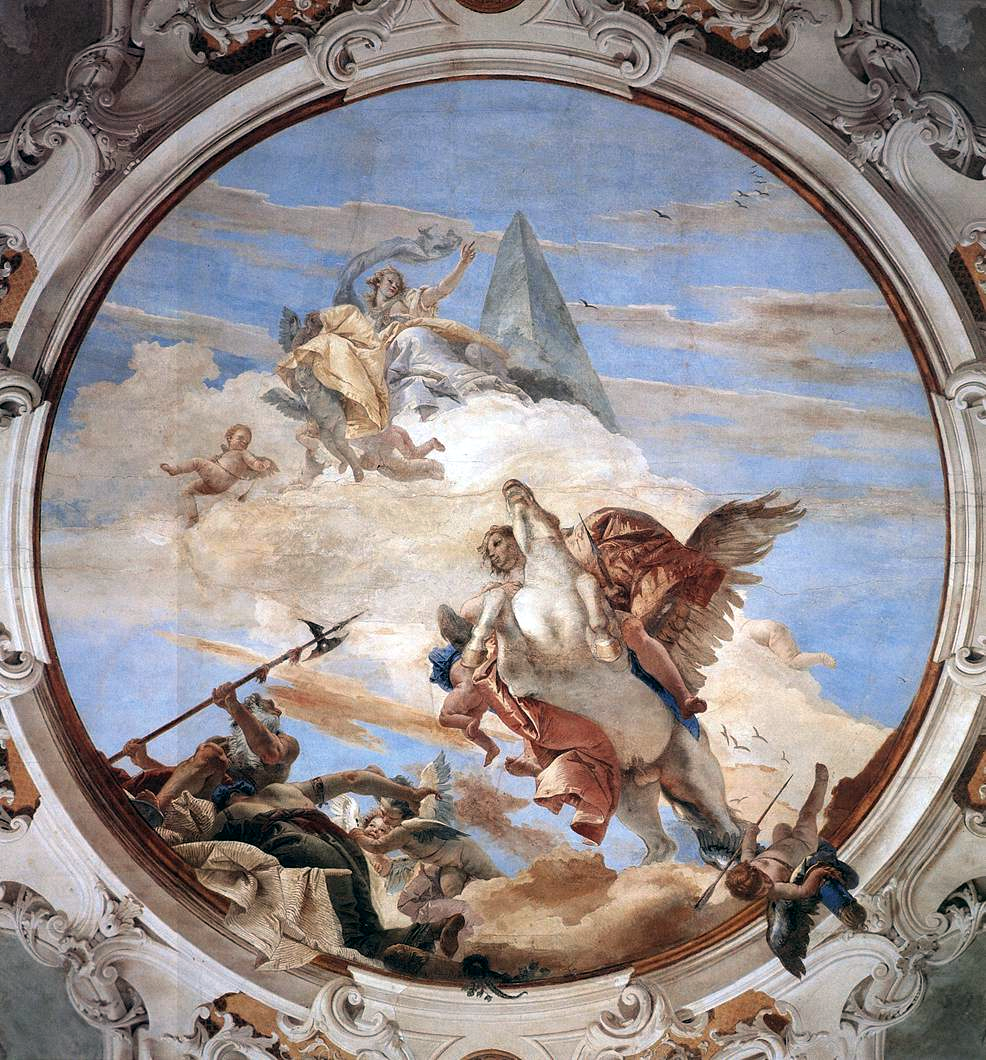
Belerofonte muntant Pegasus, per Tiepolo.

El palau té cinc pisos. La planta baixa i el primer pis són ambdós baixos, sent el primer dels dos dòric encoixinat, mentre els pisos superiors són jònics i corinti. Els dos pisos següents —el piano nobile o quart pis— tenen altes finestres segmentades separades per pilastres, sent les altes finestres vedades per balconets balustrats. El cinquè pis és un baix mezzanino situat sota la teulada sortida, sent aquí les petites finestres ovals dividides per àligues heràldiques de la família Labia.
La façana del Gran Canal és la més petita de les tres, allunyada dels propis fonaments i amb només tres trams. La façana que dona al Campo San Geremia, construïda al voltant de 1730, és d'igual esplendor a la del Cannaregio, reprenent l'estil de les altres dues simplificant-lo. L'estil d'aquesta façana apunta al més floral estil gòtic venecià, i contrasta amb les més clàssiques façanes dels canals. No obstant això, el gòtic venecià és més un subtil suggeriment del que un estil definit; les típiques loggies reculades en el piano nobili, elements típics del gòtic venecià, són no obstant això vidrades i la línia de la teulada, al contrari del que esdevé en els fronts d'aigua, és ocultada per una balustrada clàssica, encara que la repetició i la col·locació de les finestres continuï el tema de les façanes dels canals.

### Interior

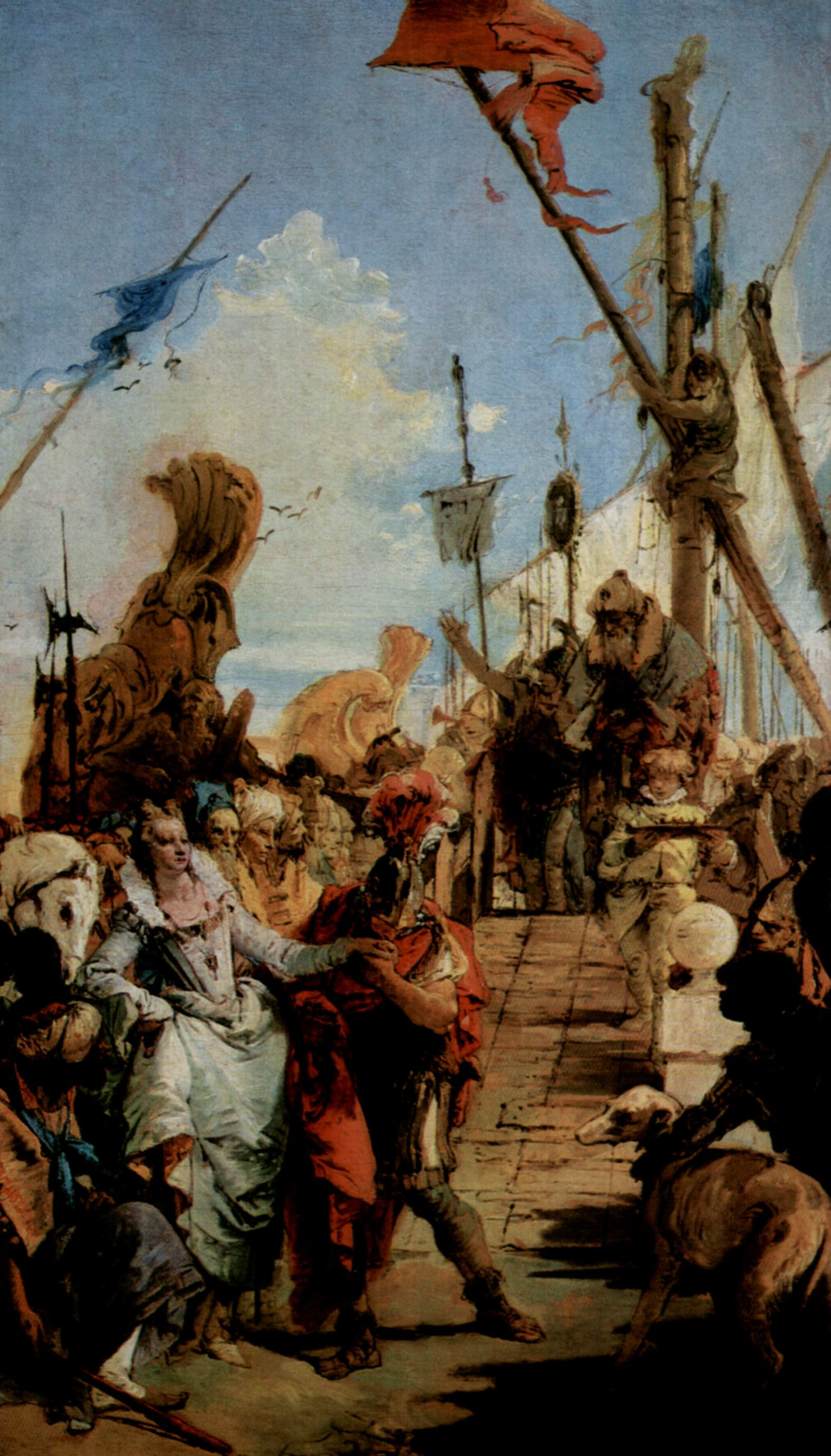
La trobada de Marc Antoni i Cleòpatra, per Tiepolo.

Al saló de ball (o Salone delle Feste) del palau, amb altura de doble pis, Giambattista Tiepolo va pintar, el 1746 i 1747, el magnífic cicle de frescos dedicat escenes de la vida de Marc Antoni i Cleòpatra —les Storie di Antonio i Cleopatra— amb l'emmotllurament en trompe-l'œil de Gerolamo Mengozzi Colonna, que s'integra perfectament amb els episodis narratius, on personatges sumptuosament vestits assumeixen posats teatralment eloqüents. Els frescos són principalment d'una naturalesa arquitectònica, presentant passatges, finestres i balcons en trompe l'oeil. A la volta, dintre d'un òcul central, hi ha «Belerofont sobre Pegàs va en direcció a la Glòria i a l'Eternitat» (Bellerofonte su Pegaso va vers la Gloria i l'Eternitat). En les parets, entre figures al·legòriques i mitològiques, estan presents les dues escenes principals; a través de passatges i finestres il·lusòries s'hi pot veure la trobada de Marc Antoni amb la reina egípcia (Incontro tra Antonio i Cleopatra) i el banquet de Cleòpatra (Banchetto di Antonio i Cleopatra), mentre en els balcons pintats i finestres superiors, membres de la cort de Cleòpatra semblen mirar cap a baix. Hom pensa que els models per a aquestes figures van ser membres de la casa dels Labia. En una escena de banquet, Cleòpatra és representada dissolent una inestimable perla en una copa de vi, representant això la posició dels Labia en la societat veneciana i sent Maria Labia identificada, ella mateixa, amb Cleòpatra —amb la seva gran fortuna i col·lecció de joies, també ella era ben capaç de donar-se al luxe de rebutjar perles d'aquesta manera. De fet, tota la riquesa artística del palau va tenir en Maria Labia una de les principals inspiradores. Va persistir una llegenda a Venècia, segons la qual la pròpia Maria Labia hauria estat el model per a Cleòpatra, encara que no existeixin evidències documentades per donar suport a aquesta afirmació.
Encara que els frescos de Tiepolo al saló de ball hagin estat descrits com entre els seus millors a Itàlia, també mostren les deficiències de Tiepolo com a artista. Ell no tenia interès en la psicologia; i com a resultat d'això, continua actualment un debat sobre la representació de Marc Antoni i Cleòpatra, que discuteix si estem davant la trobada o l'acomiadament dels dos personatges històrics. Alguns especialistes defensen que poden trobar certa rigidesa en la posició de Cleòpatra, cosa que indicaria la intenció d'alguna forma d'acomiadament, però l'opinió és fortament dividida.
Les altres sales, construïdes al voltant del pati intern, són pàl·lides en comparació amb el saló de ball, però això només esdevé si aquesta mateixa comparança fos inevitable. En realitat, cadascuna d'elles és una obra que mereix consideració per si mateixa; el Saló Damasc Verd, a més de la seva llar de foc esculpida de marbre embotit, conté gegantins frescos de Pompeo Batoni, mentre en el sostre de la Sala dels Miralls s'hi representa el «Triomf de Zéfiro i Flora» (Trionfo di Zefiro i Flora).
Moltes altres sales del palau són decorades amb interessants pintures: hi ha obres de Giandomenico Tiepolo, Palma il Giovane, Giambattista Canal, Placido Costanzi, Agostino Masucci, Pompeo Batoni, Gregorio Lazzarini, Gaspare Diziani i Antonio Visentini. També és notable el cicle de tapisseries flamenques amb «Històries d'Escipió» (Storie di Scipione).